# 이셀구치습지쥐
이셀구치습지쥐(Pelomys isseli)는 쥐과에 속하는 설치류의 일종이다. 우간다에서만 발견된다. 자연 서식지는 경작지와 농촌 지역이다. 서식지 감소로 위협을 받고 있다.

## 특징
꼬리 길이 135~171mm를 제외한 몸길이가 115~149mm인 작은 설치류로 발 길이는 28~32mm, 귀 길이는 12.5~18.5mm이다. 몸무게는 최대 60g이다. 털은 부드럽고, 등 쪽은 누르스름한 갈색을 띠는 반면에 배 쪽은 회색빛 흰색이다.

## 생태
주로 땅 위에서 생활하는 육상성 동물이다. 젖을 먹이는 암컷이 4월에 관찰된다.

## 분포 및 서식지
우간다 쪽 빅토리아호 내부 세스 군도의 부갈라섬과 부냐만섬, 코메섬의 토착종이다. 휴경지에서 서식하지만 초원과 숲에서는 관찰되지 않는다.